# Margareta av Durazzo
Margareta av Durazzo, född 28 juli 1328, död 6 augusti 1412, drottning av Neapel, drottning av Ungern och furstinna av Achaia. Gift 1369 med sin kusin kung Karl III av Neapel. Hon var Neapels regent under sin son Vladislav av Neapels minderårighet.
Dotter till hertig Karl av Durazzo och Maria av Kalabrien. Hon motsatte sig makens avsättning av drottning Maria av Ungern 1385. Som änka och regent krävde hon att maken hämnades, vilket ledde till mordet på Elisabet av Bosnien.